# Hanabie.
Hanabie. ( jap. 花冷え。) – japoński zespół metalcorowy z Tokio, założony w 2015 roku. W skład zespołu wchodzą wokalistka Yukina, gitarzystka Matsuri, basistka Hettsu i perkusistka Chika. Muzycy kontrastują muzykę metalową z estetyką Harajuku, co jest przez nich określane jako „Harajuku-core”. Zespół miesza muzykę metalcorową elementami nu metalu, hip hopu i elektroniki. 

## Historia
Zespół został założony w 2015 roku w Tokio. Nazwa zespołu, Hanabie. (jap. 花冷え。, „Chłodna wiosenna pogoda” ) jest odniesieniem do urodzin czterech członkiń założycielek, z których wszystkie urodziły się zimą lub wiosną. Grupa początkowo zajmowała się graniem coverów Maximum the Hormone, by następnie zaczął tworzyć własne utwory. W 2016 roku zespół wydał swój pierwszy samodzielny singiel – Crash over. W 2018 ukazał się pierwszy minialbum – Cherry Blossoms Are Blooming, a w 2021 ukazał się pierwszy album zespołu – Girl's Reform Manifest. W 2023 grupa podpisała kontrakt z Epic Records Japan, spółką zależną Sony Music Japan. W tym samym roku ukazał się ich drugi album – Reborn Superstar!, który zajął 24. miejsce na cotygodniowych listach przebojów magazynu Billboard Japan.

## Członkinie

### Aktualne członkinie
- Yukina – wokal (2015 – obecnie)
- Matsuri – gitara, wokal (2015 – obecnie)
- Hettsu – bas, wokal (2015 – obecnie)
- Chika – perkusja (2023 – obecnie)

### Byłe członkinie
- Kaede – perkusja (2015–2016)
- Boa – perkusja (2017–2018)
- Sae – perkusja (2020–2023)

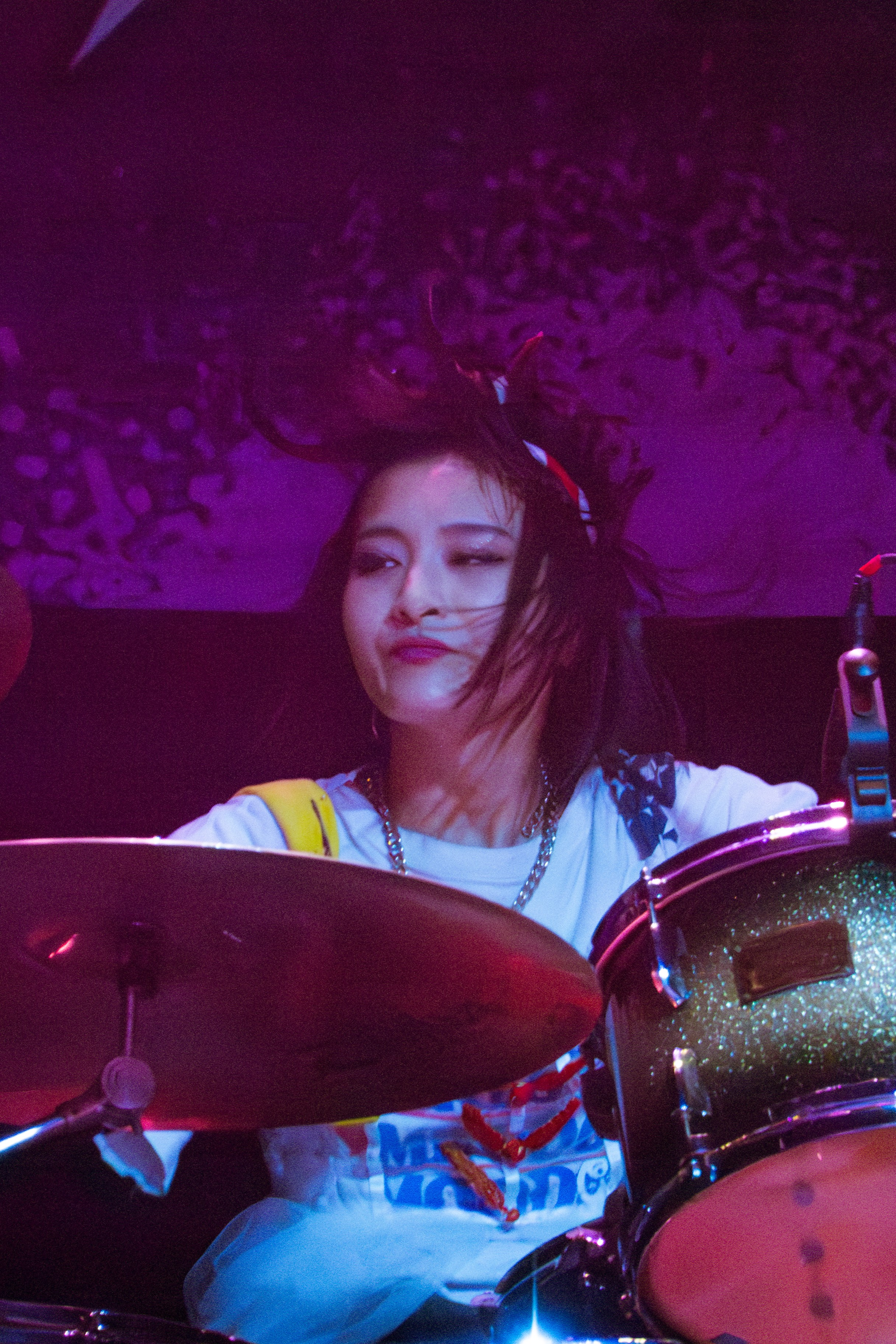
Chika
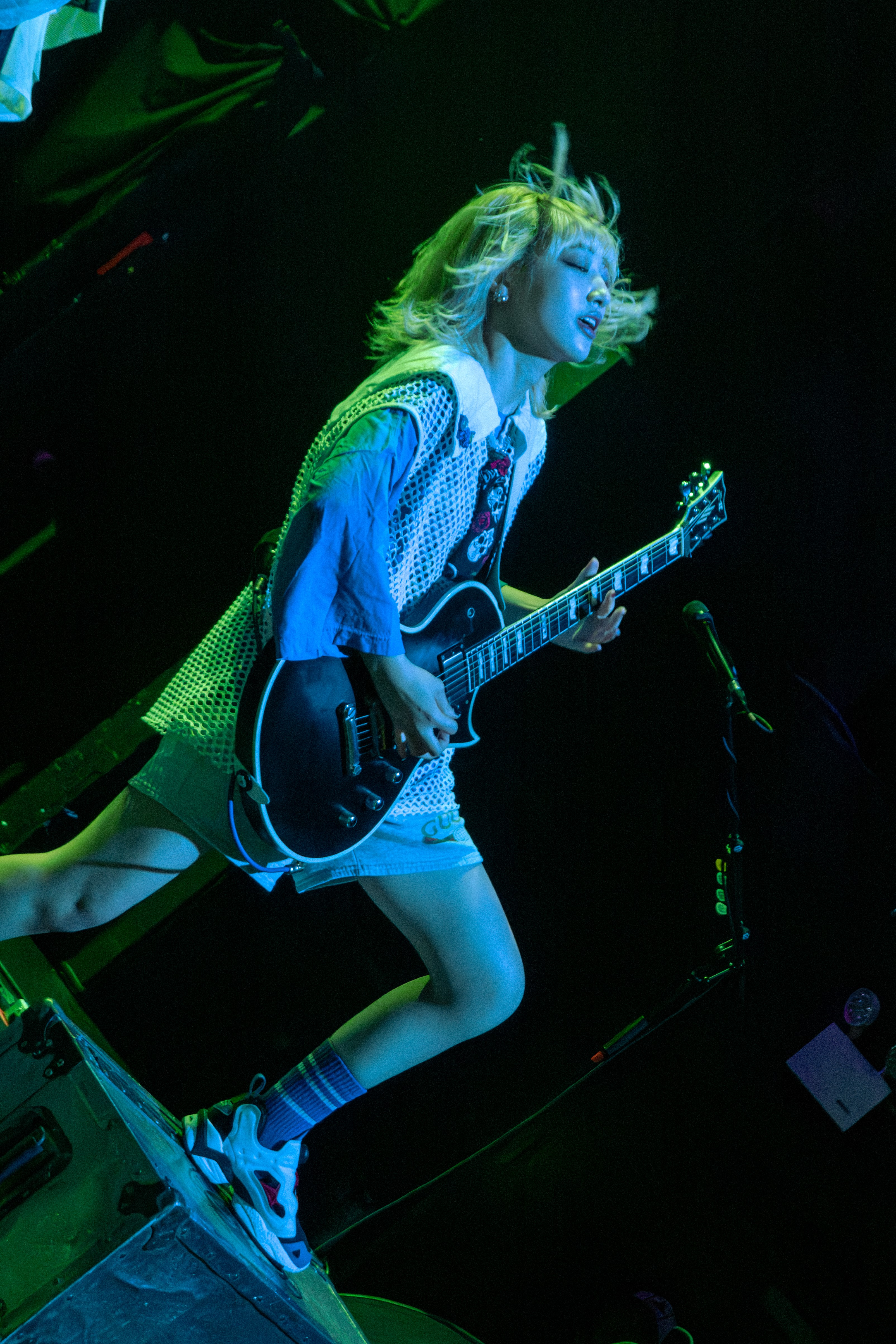
Matsuri
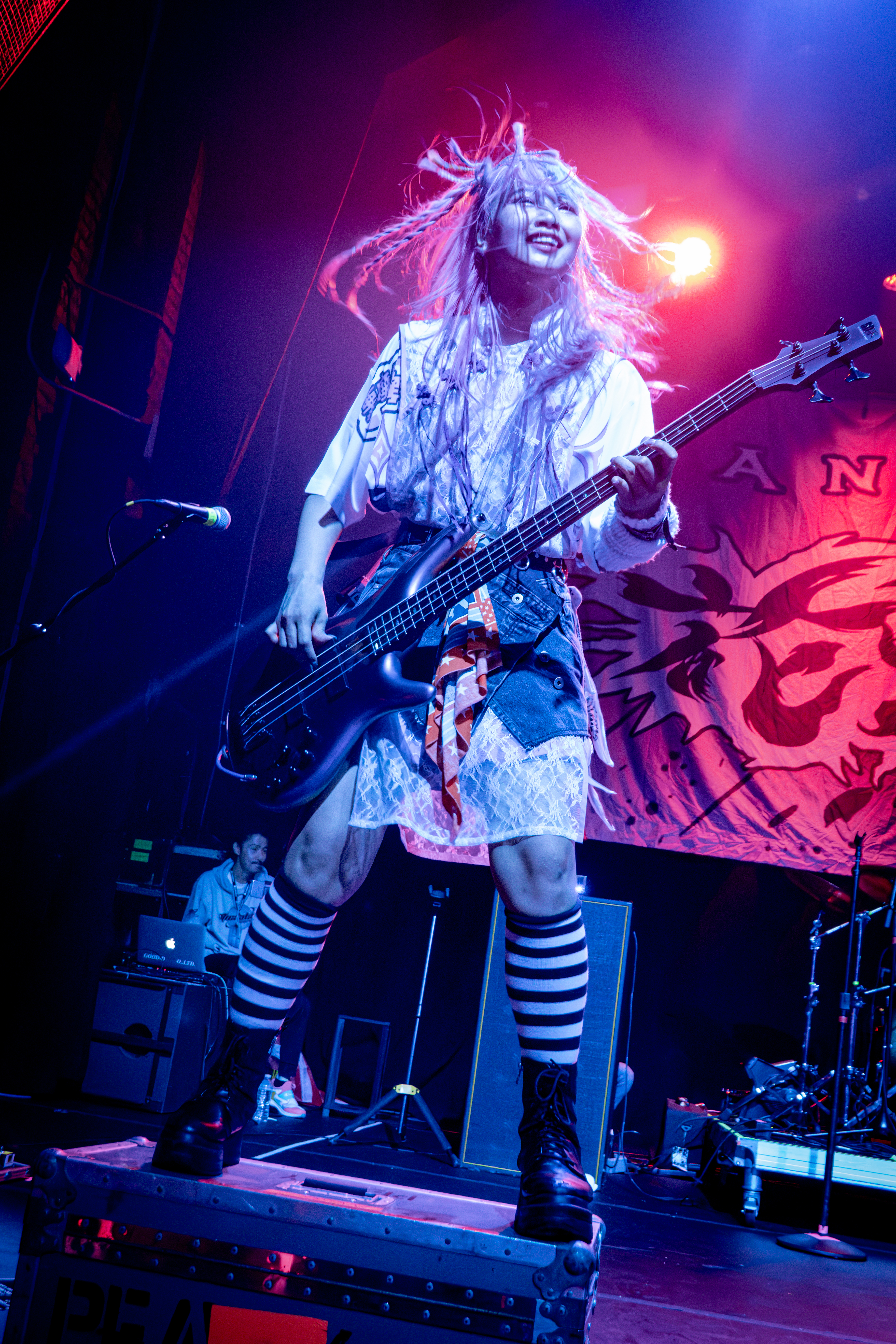
Hettsu
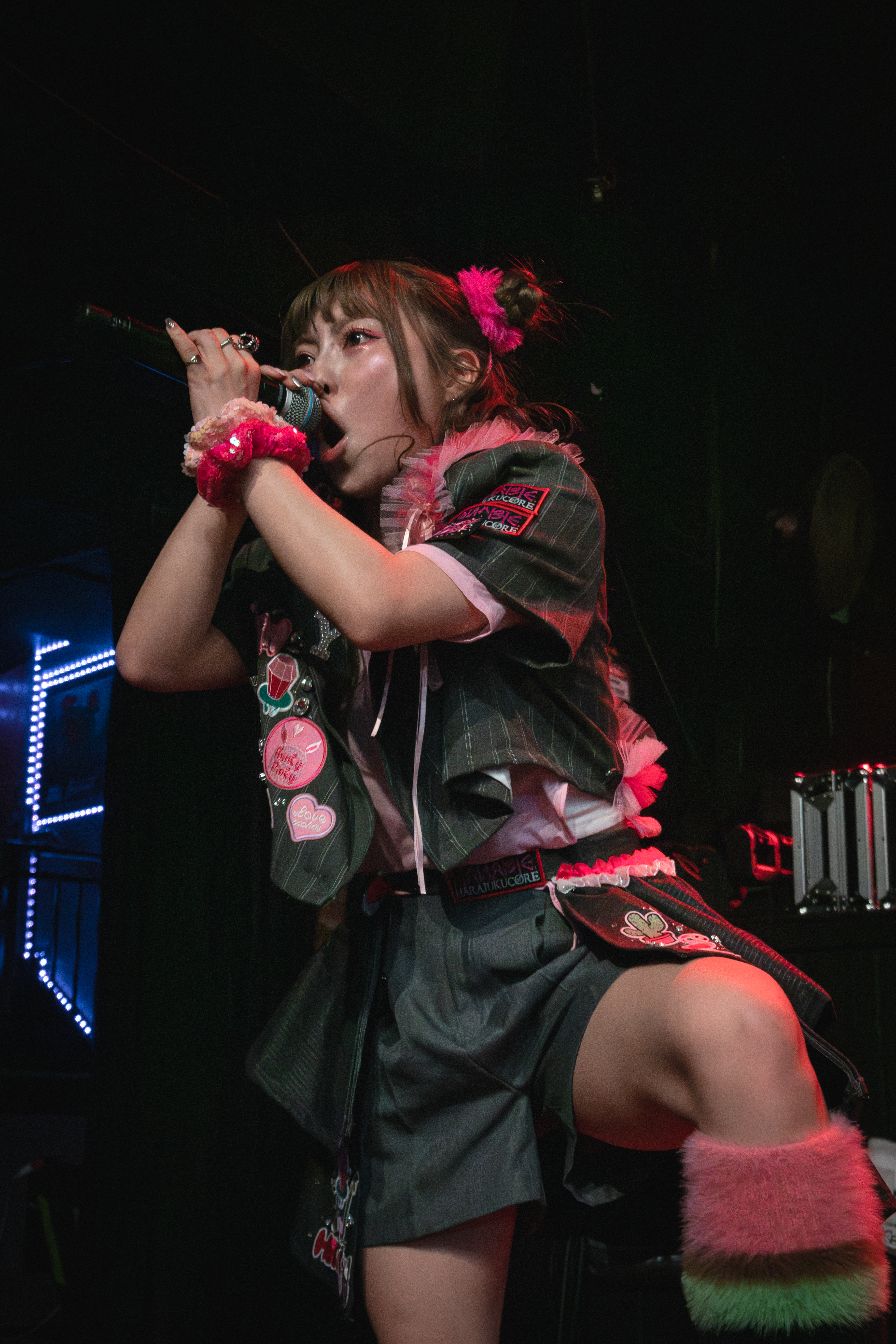
Yukina

## Dyskografia

### Albumy studyjne
- Girl's Reform Manifest (2021)[12]
- Reborn Superstar! (2023)[10]

### Minialbumy
- Cherry Blossoms Are Blooming (2018)[13]
- Bucchigiri Tokyo (2024)

### Single
| Tytuł                                               | Rok  | Album                  |
| --------------------------------------------------- | ---- | ---------------------- |
| Crash over                                          | 2016 | Singiel                |
| LCG                                                 | 2019 | Girl's Reform Manifest |
| Love Ranbu ( Love乱舞)                              | 2022 | Singiel                |
| Neet Game                                           | 2022 | Reborn Superstar!      |
| Osaki ni Shitsurei Shimasu                          | 2023 | Reborn Superstar!      |
| Run Away (Tousou)                                   | 2023 | Reborn Superstar!      |
| This is the Year to Be a Gal (Early Summer version) | 2023 | Reborn Superstar!      |
| Believer (cover Imagine Dragons)                    | 2023 | Singiel                |
| Otaku Lovely Densetsu                               | 2024 | Singiel                |
| Girl's Talk                                         | 2024 | Singiel                |